# Ariocarpus scaphirostris
Ariocarpus scaphirostris (укр. Аріокарпус килевиднийУкраїнська назва є транскрибуванням та/або перекладом латинської назви авторами статті і в авторитетних україномовних джерелах не знайдена.) — вид кактусів з роду аріокарпус (Aiocarpus).

## Етимологія
Видова назва лат. scapharostrus — ніс судна відображає форму сосків.

## Місця зростання
Ареал: Мексика (Нуево-Леон) на краю пустелі Чіуауа. Зростає дуже обмеженій території в межах однієї долини на кількох пагорбах на площі близько 12 км². Але чисельність досить велика (> 25 000 рослин). Росте в глинистих ґрунтах серед ксерофільних чагарників на вкрай посушливих низьких вапнякових сланцевих пагорбах (дуже дрібнозернистих ґрунтах) і схилах на висоті 950 — 1 400 м над рівнем моря.

## Морфологічний опис
Найменший представник роду. Стебло темне, сіро-зелене, кулясте, приплюснуте, 7-9 см в діаметрі. Нижня частина його схильна до окорковування і переходить в товстий ріповидний корінь.
Сосочки килевидної форми, тригранні, великі, до 5 см завдовжки, на відміну від інших видів, розташовані відносно рідко.
Аксили з короткою шерстю. Квітки рожево-фіолетові, з чорними тичинками, близько 4 см в діаметрі.
Плоди зеленуваті, 9-15 мм завдовжки та 4-8 мм в діаметрі.
Насіння чорне, матове.

## Охорона
Занесений до категорії «Уразливі види» Європейського червоного списку. Через незаконний збір чисельність цього виду має тенденцію до зниження через незаконний збір і знищення частини колонії через розробку кар'єрів.
Цей вид також знаходиться під правовим захистом в Мексиці, входить в національний перелік видів з ризиком вимирання, де він включений у категорію «під загрозою зникнення».

## Використання
Цей вид вирощується як декоративна рослина і, ймовірно, використовується в лікувальних цілях.

## Умови вирощування
Слід утримувати на повному сонці або легкій напівтіні. Полив: обережний полив влітку, повністю сухе утримання, або дуже мало води взимку, дуже хороший дренаж.